# Marathon Dordogne Périgord Canoë-Kayak
Le Marathon Dordogne Périgord Canoë-Kayak est une compétition de Canoë-Kayak qui se déroule sur la Dordogne  depuis 1999.

## Présentation
Elle rassemble des compétiteurs de toutes les disciplines du canoë-kayak, mais principalement de la descente et la course en ligne.
Les courses se déroulent sur 30 km, 20 km ou 10 km avec de un à trois portages obligatoires selon les catégories. Le départ se fait en ligne.
L'arrivée est à Castelnaud-la-Chapelle.
Types d’embarcation : kayak mono et biplaces, canoës mono, biplaces et canoës neuf places.